# Ageas
Ageas è una compagnia di assicurazioni belga, la più grande del paese. Prese il nome attuale nel 2010 a seguito della ristrutturazione delle attività di Fortis Holding a seguito della crisi finanziaria del 2007-2008.